# 9167 Kharkiv
9167 Kharkiv (1987 SS17) là một tiểu hành tinh vành đai chính được phát hiện ngày 18 tháng 9 năm 1987 bởi L. I. Chernykh ở Đài vật lý thiên văn Crimean.